# Herbert Ier du Maine
Herbert Ier Éveille-Chien, né entre 990 et 1000, mort un 15 février entre 1032 et 1035, est comte du Maine de 1014/1015 à sa mort. Il est fils d'Hugues III, comte du Maine, de la famille des Hugonides.

## Surnom
Son surnom peut évoquer celui qui se lève tôt (pour partir à la chasse avec sa meute). Selon Orderic Vital, il acquit son surnom en raison de la nécessité permanente de résister aux dévastations de ses voisins angevins.

## Biographie
Son père, allié au comte de Blois, avait été forcé en 996 d'accepter la suzeraineté de Foulque III Nerra, comte d'Anjou. 
Dès son accession au trône comtal, ce dernier lui demanda de le soutenir dans sa lutte contre Eudes II de Blois. Le contingent qu'il amena à la bataille de Pontlevoy, le 6 juillet 1016, fut décisif pour assurer la victoire angevine.
L'affaiblissement du pouvoir royal permit à Herbert un accroissement de son pouvoir personnel, et il commença à faire battre sa propre monnaie. Il confia des terres à ses fidèles, en les autorisant à la construction de châteaux. 
Le Maine ainsi défendu, il se tourna vers les comtes de Blois et de Rennes pour lutter désormais contre le comte d'Anjou et le roi de France.
L'évêque du Mans Avesgaud étant un partisan de l'Anjou, la lutte devint rapidement intérieure, et Avesgaud, qui dut se réfugier à La Ferté-Bernard, prononça l'interdit sur le diocèse du Mans. En 1025, au cours d'une entrevue à Saintes, Herbert fut capturé par Foulque Nerra et dut renoncer à ses désirs d'indépendance.

## Postérité
D'une épouse dont l'histoire n'a pas retenu le nom, il eut :
- Hugues IV († 1051), comte du Maine en 1035/1036-1051, père d'Herbert II du Maine (comte en 1051 ; † 1062) et de Marguerite († 1063) fiancée à Robert II Courteheuse (comte du Maine en 1063-69 ; duc de Normandie en 1087-1106 ; fils aîné de Guillaume le Conquérant, qui lui-même avait été désigné par Herbert II comme son héritier au comté du Maine, et fut donc comte en 1062-63 en concurrence avec Biota et son époux Gautier – qui suivent –, avant de céder ses droits à son fils Courteheuse à l'occasion des fiançailles de celui-ci avec Marguerite du Maine) ;
- Biota († 1063), comtesse du Maine en 1062-1063, avec son mari Gautier III comte de Vexin et d'Amiens ;
- Gersende, mariée en premières noces à Thibaut III, comte de Blois. Répudiée en 1048, elle se remarie avec Albert-Azzo II, marquis d'Este, et donne naissance à Folco d'Este et à Hugues V († 1131 ; comte du Maine de 1069 jusque vers 1090/93) ;
- Paule/Paula, mariée à Lancelin Ier de Beaugency (~1025-~1060), seigneur de La Flèche : parents d'Hélie de La Flèche († 1110 ; comte en 1093), lui-même époux de Mathilde, dame de Château-du-Loir, et père d'Erembourg (comtesse du Maine en 1110, † 1126), mariée vers 1110 à Foulques V le Bel ou le Jeune d'Anjou (arrière-petit-fils de Foulque Nerra), d'où la suite des comtes du Maine et d'Anjou avec leur fils Geoffroy V le Bel ou Plantagenêt (1113-51 ; comte d'Anjou et du Maine en 1129, duc de Normandie à partir de 1136/1144 par son mariage avec Mathilde d'Angleterre, la nièce de Robert Ier Courteheuse : ils seront les parents d'Henri II Plantagenêt, roi d'Angleterre, duc de Normandie, comte d'Anjou et du Maine, mari d'Aliénor d'Aquitaine-Poitou en 1152).